# Влодзімеж Шмідт
Влодзі́мєж Шмідт (пол. Włodzimierz Schmidt, 10 квітня 1943, Познань — 1 квітня 2023) — польський шахіст, гросмейстер з 1976 (перший серед шахістів ПНР), багаторазовий чемпіон країни, шаховий діяч і тренер (FIDE Senior Trainer з 2004).

## Шахова біографія
Навчився гри в шахи в 9 років, у середині 50-х долучився до занять у познанському шаховому клубі «Ogniwo» («Ланка»). У 1957—1960 здобув два титули Чемпіона Польщі серед юніорів і одного разу срібну нагороду. У 19 років посів третю сходинку дорослої першості 1962. Наступні кілька років присвятив навчанню на відділі електрики Познанського політехнічного інституту. Однак у 1973 залишив наукову кар'єру заради шахів.
1968 у віці 25 років отримав звання міжнародного майстра. Від 1966 і наступні 30 років регулярно брав участь у шахових чемпіонатах Польщі. Майже щоразу був претендентом на перемогу, здобув 15 нагород: 7 золотих (1971, 1974, 1975, 1981, 1988, 1990, 1994), 2 срібні (1977, 1980), 6 бронзових (1962, 1967, 1968, 1970, 1976, 1978). З регулярних виступів на командних чемпіонатах країни привіз 17 медалей, з них сім золотих: у 1973, 1974, 1975, 1976, 1977, 1979, 1981.
На міжнародній арені представляв Польщу на студентських командних чемпіонатах світу 1962—1964. Досягнення з національною командою:
- 14 виступів на шахових олімпіадах (у 1962, 1964. 1968, 1970, 1972, 1974, 1978, 1980, 1982, 1984, 1986, 1988, 1990, 1994;
- тричі грав на командних чемпіонатах Європи: 1973, 1989, 1992);
- успішно виступив на турнірі Північного кубку (Nordic Cup) бронзовий призер у складі команди (1989).

1976 року ФІДЕ надала Влодзімєжові Шмідтові звання гросмейстера. Він став першим громадянином ПНР і четвертим поляком (після Мігеля Найдорфа, Акіби Рубінштейна і Ксавери Тартаковера) в історії цього титулу. 
Такими успіхами пан Влодзімєж завдячує ґрунтовній теоретичній підготовці, добрій техніці, а також блискавичній реакції (16-разовий переможець чемпіонатів Польщі з бліцу). Від 1990-х займається тренерською практикою (з 2004 був першим і по 2014 залишався єдиним поляком титулованим як FIDE Senior Trainer). Долучився до розвитку шахів у Польщі роботою на посаді віце-президента Польської шахової федерації 1999—2004, з 2009 продовжує співпрацю з нею.
У квітні 1978 досягав найвищого рейтингу: 2607 пунктів і 81 місце в світовій шаховій ієрархії, довгий час мав найвищий рейтинг серед шахістів Польщі.

## Зміни рейтингу
| На цьому місці має відображатися графік чи діаграма, однак з технічних причин його відображення наразі вимкнено. Будь ласка, не видаляйте код, який викликає це повідомлення. Розробники вже працюють для того, щоби відновити штатне функціонування цього графіка або діаграми. | |
| | На цьому місці має відображатися графік чи діаграма, однак з технічних причин його відображення наразі вимкнено. Будь ласка, не видаляйте код, який викликає це повідомлення. Розробники вже працюють для того, щоби відновити штатне функціонування цього графіка або діаграми. |